# Gladys Hulette
Gladys Hulette (21 de julio de 1896 – 8 de agosto de 1991) fue una actriz cinematográfica estadounidense de la época del cine mudo.

## Actriz infantil
Nacida en Arcade (Nueva York), su carrera se inició en los primeros años del cine mudo y continuó hasta mediada la década de 1930. Su primera actuación teatral tuvo lugar a los tres años de edad, y a los siete debutaba en la pantalla. Su madre era una estrella de la ópera, y Hulette estaba entre los principales intérpretes de la obra Sappho and Phaon, la cual se estrenó en Providence (Rhode Island) el 4 de octubre de 1907, y en la cual actuaba Bertha Kalich bajo producción de Percy MacKaye. 
De niña también actuó en Romeo y Julieta (1908) y The Smoke Fairy (1909). En la pieza Blue Bird encarnó a la niña maravilla. Además fue Beth en Mujercitas, obra de Louisa May Alcott.

## Actriz de cine mudo

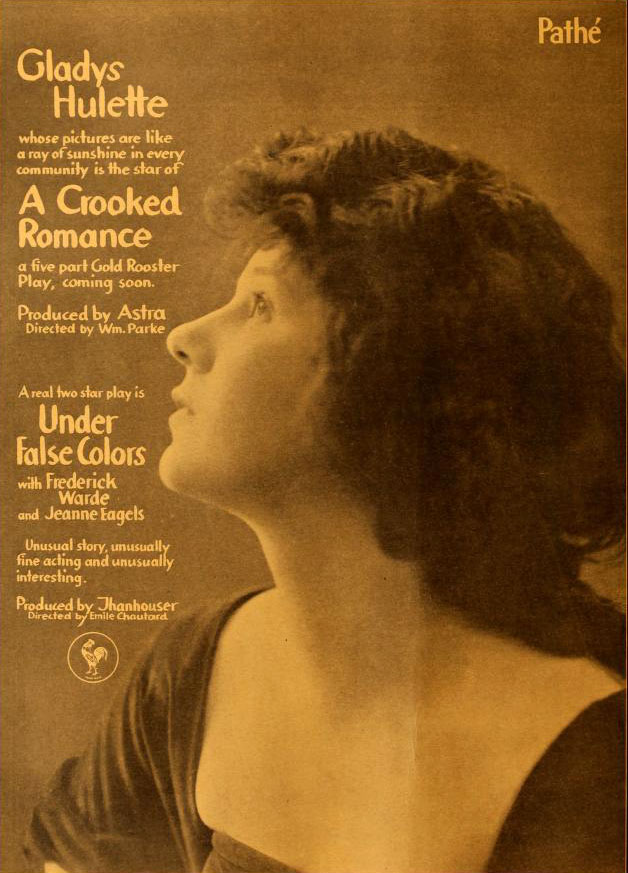
A Crooked Romance (1917)

En sus primeras producciones cinematográficas Hulette trabajó bajo contrato con Vitagraph Studios. En 1917 los filmes de Hulette eran producidos por el director William Parke. En ese año hizo el que fue su título más popular hasta la fecha, Streets of Illusion, en el cual encarnaba a Beam actuando en compañía de Richard Barthelmess y J.H. Gilmour.
En 1917 Hulette se casó con William Parke Jr., hijo del director, divorciándose la pareja en 1924.
Hulette volvió a trabajar con Barthelmess en Tol'able David, interpretando a la ingenua Esther Hatburn. Posteriormente buscó papeles de comedia y drama como los que encarnó en Jack O' Hearts (1926) y A Bowery Cinderella (1927).

## Últimos años
Hulette debutó en el cine sonoro con el film  Torch Singer (1933), siendo sus últimas actuaciones la que hizo ese mismo año en Her Resale Value (1933) y dos papeles sin créditos en dos producciones de 1934, The Girl From Missouri y One Hour Late.
Gladys Hulette falleció en Montebello (California) en 1991. Tenía 95 años de edad. Sus restos fueron incinerados y las cenizas entregadas a sus allegados.

## Selección de su filmografía
- Be Your Age (1926)
- The Mystic (1925)
- The Family Secret (1924)
- El caballo de hierro (1924)
- Hoodman Blind (1923)
- Enemies of Women (1923)
- Tol'able David (1921)

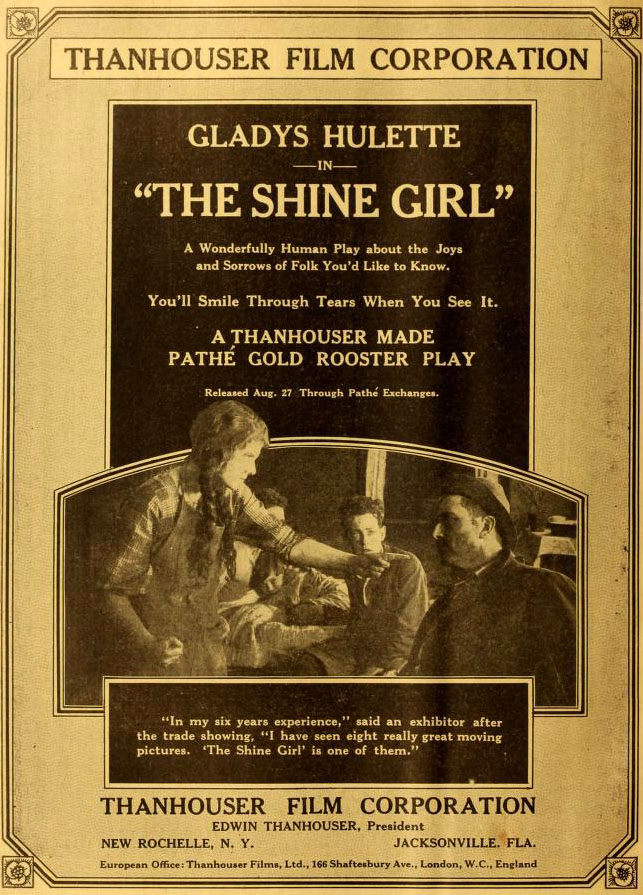
The Shine Girl (1916)

- The Active Life of Dolly of the Dailies (1914)
- Alicia en el país de las maravillas 1910
- A Midsummer Night's Dream (1909)
- Princess Nicotine; or, The Smoke Fairy (1909)